# Manuel Padilla Pontvianne
Manuel Padilla Pontvianne (Tampico, Tamaulipas; 12 de agosto de 1983) es un linebacker mexicano de fútbol americano, que jugó en el equipo de prácticas de los Denver Broncos de la National Football League estadounidense. Actualmente está retirado. Fue asignado por el Programa Internacional de Equipos de Práctica a los Broncos en 2008. Jugó al fútbol americano universitario en México con los Borregos Salvajes del Tec de Monterrey, donde fue campeón de la Organización Nacional Estudiantil de Fútbol Americano (ONEFA) de 2005 a 2007, llegando a participar con la selección nacional en el Tazón Azteca.